# سات آلامو (تگزاس)
سات آلامو (به انگلیسی: South Alamo) یک منطقهٔ مسکونی در ایالات متحده آمریکا است که در شهرستان ایدالگو، تگزاس واقع شده‌است. سات آلامو ۵٫۲ کیلومتر مربع مساحت و ۳٬۳۶۱ نفر جمعیت دارد و ۲۹ متر بالاتر از سطح دریا واقع شده‌است.